# Julie Andrews
Dame Julia Elizabeth Andrews, DBE, geboren als Julia Elizabeth Wells (Walton-on-Thames (Surrey), 1 oktober 1935) is een Brits actrice, zangeres, musicalster en schrijfster van kinderboeken. Andrews werd in 2000 benoemd tot Dame Commandeur in de Orde van het Britse Rijk (DBE). 

## Levensloop
Andrews' ouders Barbara Ward Wells en Edward Charles (Ted) Wells scheidden in de beginperiode van de Tweede Wereldoorlog. Barbara trouwde in 1939 met Ted Andrews. Ook haar vader hertrouwde.
Andrews en haar broer John verbleven eerst bij hun vader in Surrey. Rond 1940 ging Andrews bij haar moeder wonen, omdat haar vader dacht dat zij bij haar moeder beter in staat zou zijn een opleiding te volgen voor haar artistieke carrière.
Op negentienjarige leeftijd begon haar Broadway-carrière, en na haar eerste film Mary Poppins (1964) had ze de wereld veroverd. Kassuccessen als The Sound of Music en Victor Victoria volgden, evenals haar eigen televisieserie en kinderboeken, zoals The Last of The Really Great Whangdoodles. Samen met haar dochter Emma schreef Andrews de kinderboekenserie Dumpy the Dumptruck.
Ze was getrouwd met de Pink Panther-regisseur Blake Edwards tot zijn overlijden op 15 december 2010, na een eerste huwelijk met tekenaar en set- en kostuumontwerper Tony Walton. Met Walton kreeg ze één kind, Emma (Kate), en ze heeft daarnaast ook bijgedragen aan de opvoeding van de twee kinderen van Edwards (Jennifer en Geoffrey) en twee geadopteerde Vietnamese meisjes Amy en Joanna Edwards.
In 1997 had ze goedaardige gezwellen op haar stembanden, en door een mislukte operatie raakte ze haar zangstem voor altijd kwijt . Praten lukt nog wel, dat is te horen in latere films uitgekomen als Shrek 2, Shrek the Third, Shrek Forever After en The Princess Diaries. 

## Prijzen en eerbetoon
Tijdens haar omvatrijke carrière is ze meermaals genomineerd geweest, voor verschillende Oscars, BAFTAs, Emmy's, Golden Globes, Grammy's, SAG Awards en Tony's. Zo ontving ze een Oscar, BAFTA, Golden Globe en Grammy voor haar rol als Mary Poppins in de gelijknamige film. Op 28 januari 2007 ontving ze een Screen Actors Guild Award voor haar gehele oeuvre.
Ook staat ze als nummer 59 op de lijst van 100 Greatest Britons, de grootste Britten aller tijden.

## Filmografie

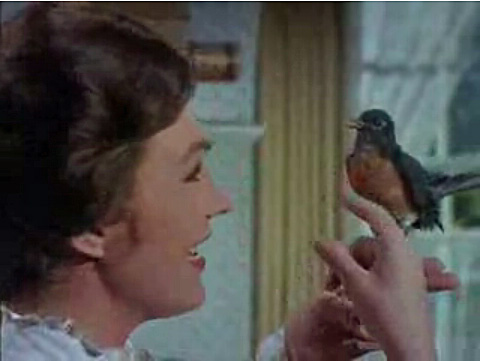
Julie Andrews als Mary Poppins (1964)